# Bodeasa (okręg Bacău)
Bodeasa – wieś w Rumunii, w okręgu Bacău, w gminie Dealu Morii. W 2011 roku liczyła 64 mieszkańców.